# Araǰin Xowmb 2009
L'Araǰin Xowmb 2009 è stata la 19ª edizione della seconda serie del campionato armeno di calcio. La stagione è iniziata il 9 aprile 2009 ed è terminata il 6 novembre successivo.

## Stagione

### Novità
Al termine della stagione 2008, lo Shengavit vincitore del campionato non è stato ammesso alla massima serie in quanto seconda squadra dell'Ulisses. L'Ararat 2 si è ritirato prima dell'inizio del campionato, mentre il Patani si è sciolto al termine della passata stagione. L'Impuls, rifondato dopo lo scioglimento avvenuto nel 1993, è stato iscritto al campionato. Il P'yownik e il Banants hanno inoltre iscritto una terza squadra a questo torneo.
Il numero di squadre è aumentato da otto a nove squadre.

### Formula
Le nove squadre partecipanti si affrontano tre volte, per un totale di 24 partite più tre turni di riposo.

## Classifica
|  | Pos. | Squadra       | Pt | G  | V  | N | P  | GF | GS | DR  |
|  | ---- | ------------- | -- | -- | -- | - | -- | -- | -- | --- |
|  | 1.   | Impuls        | 58 | 24 | 18 | 4 | 2  | 57 | 22 | +35 |
|  | 2.   | Shengavit     | 52 | 24 | 16 | 4 | 4  | 59 | 32 | +27 |
|  | 3.   | P'yownik 2    | 40 | 24 | 12 | 4 | 8  | 58 | 30 | +28 |
|  | 4.   | Banants 2     | 39 | 24 | 12 | 3 | 9  | 43 | 24 | +19 |
|  | 5.   | Mika Erevan 2 | 35 | 24 | 10 | 5 | 9  | 36 | 33 | +3  |
|  | 6.   | Ganjasar 2    | 32 | 24 | 10 | 2 | 12 | 41 | 48 | -7  |
|  | 7.   | P'yownik 3    | 26 | 24 | 8  | 2 | 14 | 40 | 58 | -18 |
|  | 8.   | Širak 2       | 15 | 24 | 4  | 3 | 17 | 21 | 60 | -39 |
|  | 9.   | Banants 3     | 12 | 24 | 3  | 3 | 18 | 22 | 70 | -48 |

Legenda:
      Promossa in Bardsragujn chumb 2010
Note:
Tre punti a vittoria, uno a pareggio, zero a sconfitta.